# اپیدت
اپیدوت (به انگلیسی: Epidote) با فرمول شیمیایی Ca2 (Fe3+Al) Al2 [OH-SiO4-Si2O7] از مجموعه کانی هاست و لومینسانس کمیاب و ضعیف به رنگ سبز است و از کلمه یونانی epidosis به‌معنای مکمل گرفته شده‌است در شعله ذوب می‌شود و در اسیدها نامحلول است و ترکیب شیمیایی آن شامل CaO:۲۳٫۰۴٪ Al2O۳:۲۰٫۳۲٪ ،Fe2O۳:۱۷٫۷۵٪ ،SiO۲:۳۷٫۰۴٪ ،H2O:۱٫۸۵٪ است برای اولین بار در اتریش کشف شد و از نظر شکل بلور: منشوری، ایزومتریک  پهن وکوتاه، ماکله است و رنگ آن سبز تیره تا زردسبز است و شفافیت: نیمه شفاف، شکستگی: صدفی - نامنظم، جلا: شیشه ای، رخ: بسیار خوب - مطابق با /۱۰۱/ خوب، سیستم تبلور: مونوکلینیک و در رده‌بندی سیلیکات است و منشأ تشکیل آن دگرگونی - هیدروترمال - دگرگونی مجاورتی است.
همایند کانی‌شناسی (پاراژنز)(کنارزایی) آن اوژیت، آمفیبول، تورمالین، آکتینوت، آلبیت، وزوویانیت و گرونا است
، از نظر ژیزمان بلوری، آگرگات دانه‌ای، شعاعی، توده‌ای، پسودومرف فراوان است و در اتریش، آلمان غربی، فرانسه، بیرمانی و فنلاند یافت می‌شود.